# Њу Берн (Северна Каролина)
Њу Берн (енгл. New Bern) град је у америчкој савезној држави Северна Каролина.

## Демографија
По попису из 2010. године број становника је 29.524, што је 6.396 (27,7%) становника више него 2000. године.
| Група             | 2000.          | 2010.          |
| Белци             | 12.685 (54,8%) | 16.400 (55,5%) |
| Афроамериканци    | 9.325 (40,3%)  | 9.790 (33,2%)  |
| Азијати           | 148 (0,6%)     | 1.054 (3,6%)   |
| Хиспаноамериканци | 692 (3,0%)     | 1.712 (5,8%)   |
| Укупно            | 23.128         | 29.524         |